# 克羅基西厄斯山
克羅基西厄斯山（英語：Mount Krokisius），是南極洲的山峰，位於南喬治亞群島，處於皇家灣的東北面1.1公里，海拔高度700米，該山峰由英國海外領土管轄。